# Mylian Jiménez
Mylian Jiménez (Nimega, 13 gennaio 2003) è un calciatore olandese, centrocampista dell'Aalborg.

## Carriera

### Club
Cresciuto nel settore giovanile del PSV, il 5 settembre 2019 ha firmato il suo primo contratto professionistico, valido fino al 2022; ha debuttato tra i professionisti con lo Jong PSV (formazione riserve del PSV, militante nella seconda divisione olandese) il 3 maggio 2021 nell'incontro di Eerste Divisie pareggiato 0-0 contro il TOP Oss ed ha segnato il suo primo gol il 15 dicembre 2022, nella partita pareggiata 2-2 contro lo Jong Ajax.
Il 2 luglio 2024 ha firmato un contratto triennale con l'Aalborg, neopromosso in Superligaen, la prima divisione danese.

### Nazionale
Ha giocato nelle nazionali giovanili olandesi Under-16, Under-17 ed Under-19.

## Statistiche

### Presenze e reti nei club
Statistiche aggiornate al 28 aprile 2025.
| Stagione        | Squadra         | Campionato      | Campionato | Campionato | Coppe nazionali | Coppe nazionali | Coppe nazionali | Coppe continentali | Coppe continentali | Coppe continentali | Altre coppe | Altre coppe | Altre coppe | Totale | Totale | Totale |
| Stagione        | Squadra         | Comp            | Pres       | Reti       | Comp            | Pres            | Reti            | Comp               | Pres               | Reti               | Comp        | Pres        | Reti        | Pres   | Reti   |        |
| --------------- | --------------- | --------------- | ---------- | ---------- | --------------- | --------------- | --------------- | ------------------ | ------------------ | ------------------ | ----------- | ----------- | ----------- | ------ | ------ | ------ |
| 2020-2021       | Jong PSV        | 1D              | 1          | 0          | -               | -               | -               | -                  | -                  | -                  | -           | -           | -           | 1      | 0      |        |
| 2021-2022       | Jong PSV        | 1D              | 1          | 0          | -               | -               | -               | -                  | -                  | -                  | -           | -           | -           | 1      | 0      |        |
| 2022-2023       | Jong PSV        | 1D              | 22         | 1          | -               | -               | -               | -                  | -                  | -                  | -           | -           | -           | 22     | 1      |        |
| 2023-2024       | Jong PSV        | 1D              | 32         | 1          | -               | -               | -               | -                  | -                  | -                  | -           | -           | -           | 32     | 1      |        |
| Totale Jong PSV | Totale Jong PSV | Totale Jong PSV | 56         | 2          |                 | -               | -               |                    | -                  | -                  |             | -           | -           | 56     | 2      |        |
| 2024-2025       | Aalborg         | SL              | 25         | 0          | CD              | 5               | 0               | -                  | -                  | -                  | -           | -           | -           | 30     | 0      |        |
| Totale carriera | Totale carriera | Totale carriera | 81         | 2          |                 | 5               | 0               |                    | -                  | -                  |             | -           | -           | 86     | 2      |        |